# Cebu (cidade)
Cebu é uma cidade de primeira classe de renda da cidade na província Vissaias Centrais, nas Filipinas. De acordo com o censo de 1 maio  de  2020 possui uma população de 964 169 pessoas e 238 317 domicílios.
Foi fundada em 1565 pelos espanhóis, sendo a capital do arquipélago até 1571.